# Zgornji Porčič
Zgornji Porčič je naselje v Občini Sveta Trojica v Slovenskih goricah.